# Nécropole d'Umoljani
La nécropole d'Umoljani se trouve en Bosnie-Herzégovine, sur le territoire du village d'Umoljani et dans la municipalité de Trnovo (canton de Sarajevo). Elle abrite 47 stećci, un type particulier de tombes médiévales. Elle est inscrite sur la liste des monuments nationaux de Bosnie-Herzégovine et fait partie des 22 sites avec des stećci proposés par le pays pour une inscription au patrimoine mondial de l'UNESCO.
Selon certains chercheurs de Bosnie et d'Angleterre, la plupart des auteurs des pierres tombales sont Valaques,